# Parco faunistico Cappeller
Il parco faunistico Cappeller è un parco di 40.000 m2 situato a Cartigliano, in provincia di Vicenza.
È stato aperto al pubblico nel marzo del 1998, pur essendo stato già fondato alcuni anni prima e utilizzato esclusivamente come parco privato.
Il parco accoglie molte specie di animali provenienti da tutto il mondo
, ospitati e tutelati all'interno di ambienti che ricreano il loro habitat naturale.
Con più di 500 specie di essenze arboree, il parco è anche un orto botanico. All'interno del parco si trovano un Museo sull'evoluzione dell'Uomo e una mostra tassidermica.

## Galleria d'immagini

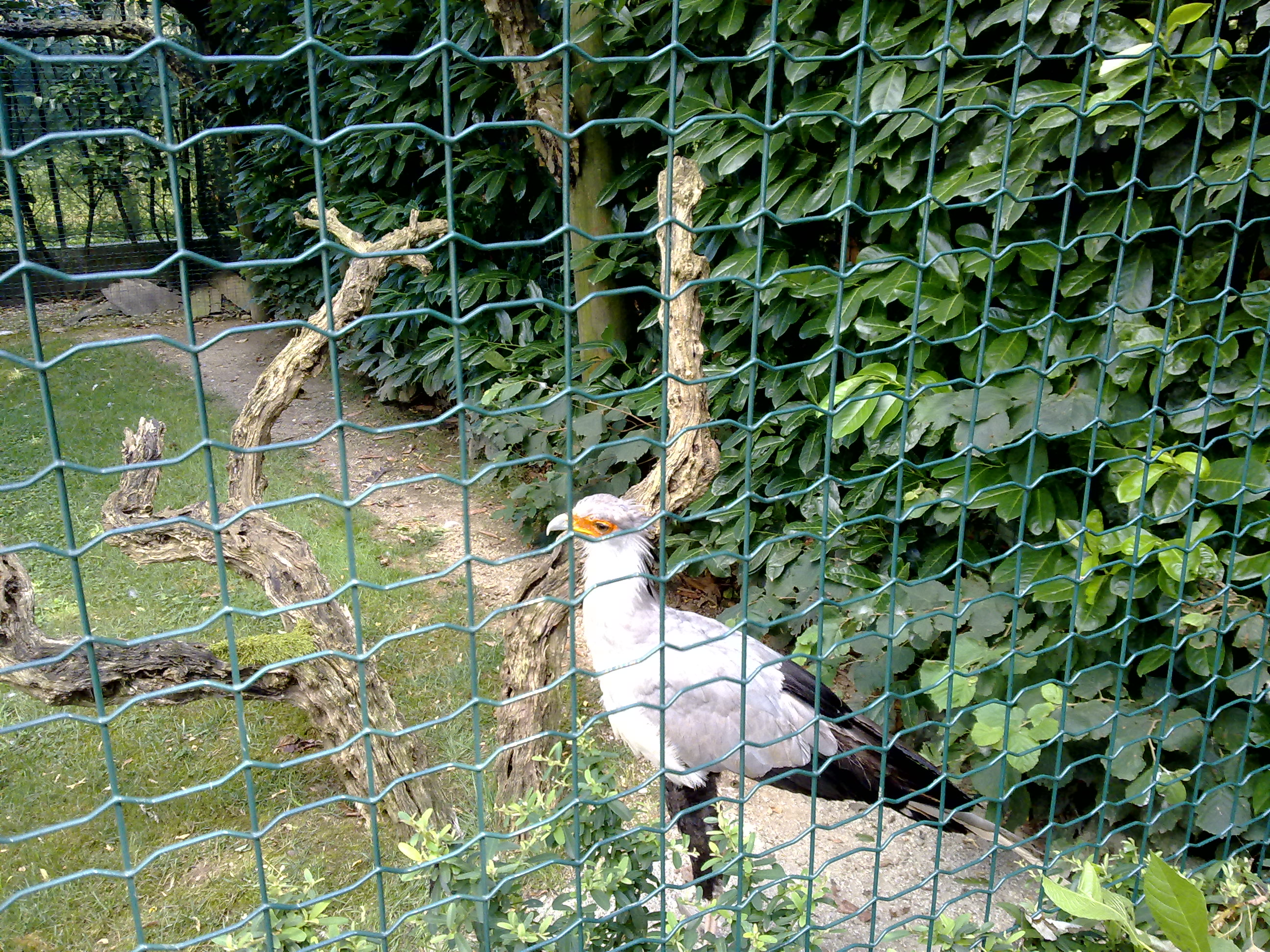
Falco Serpentario
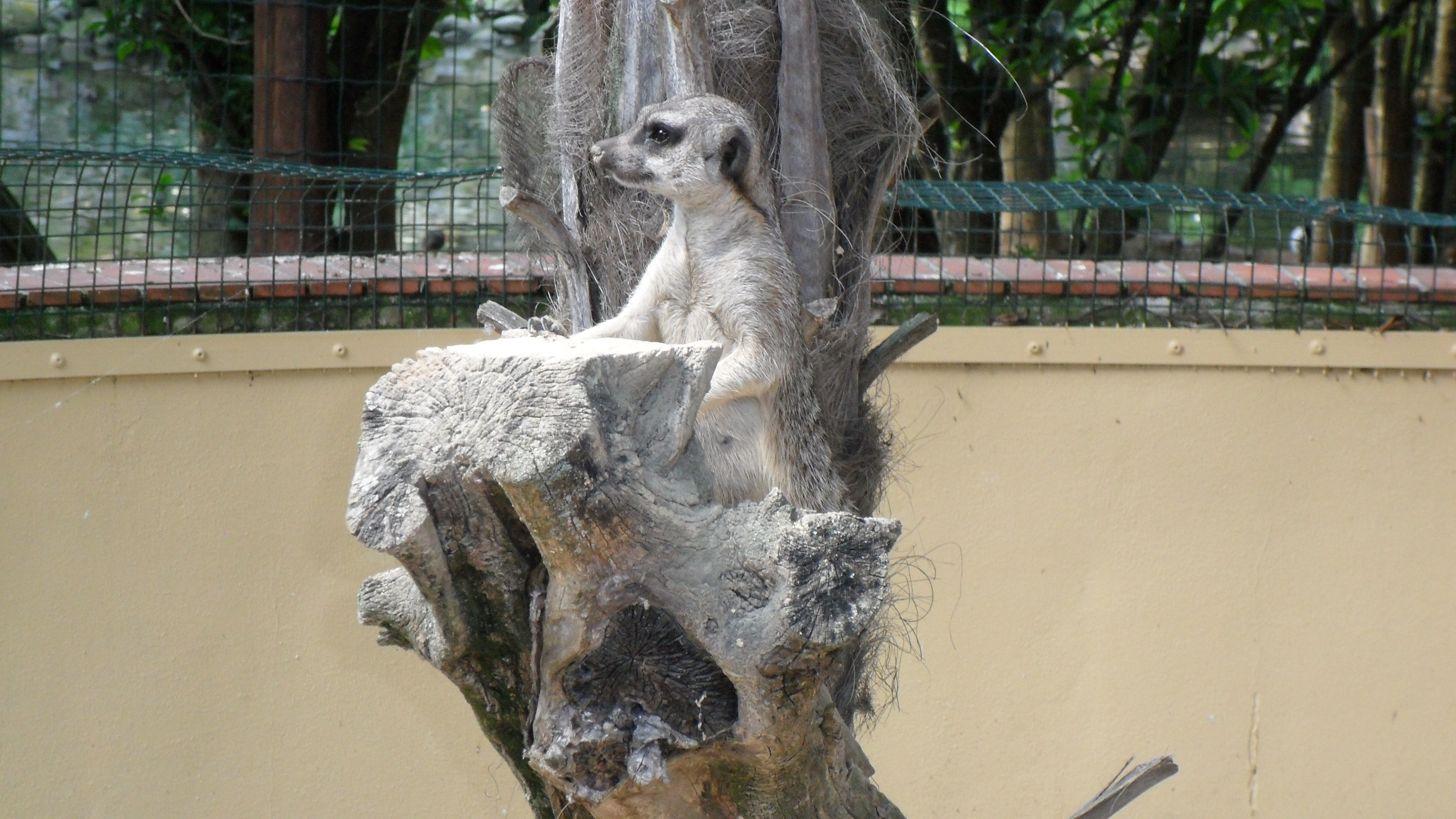
Suricato
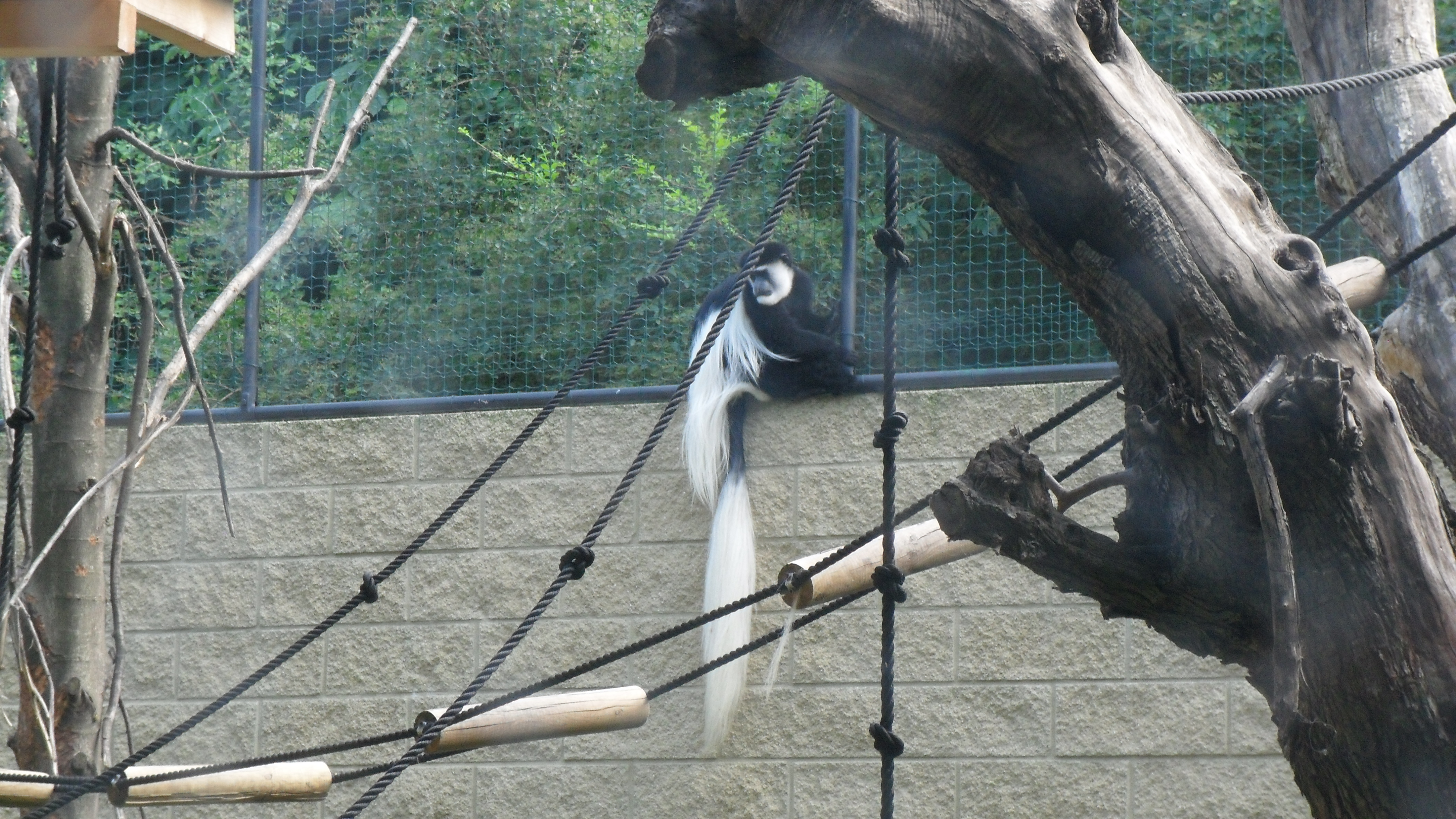
Esemplare di Colobus guereza
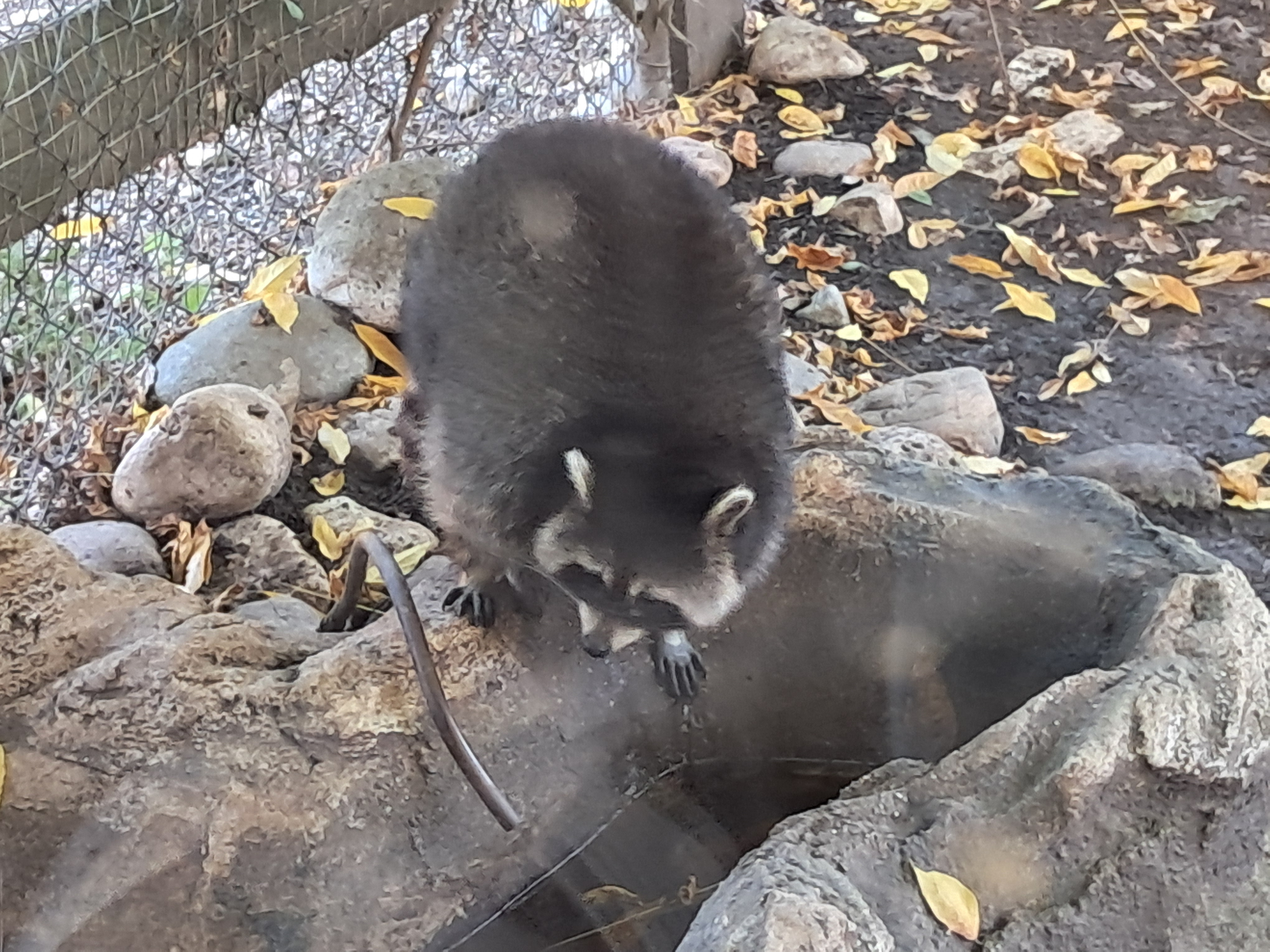
Procione